# Ilex inundata
Ilex inundata là một loài thực vật có hoa trong họ Aquifoliaceae. Loài này được Poepp. ex Reissek mô tả khoa học đầu tiên năm 1861.